# GPT-3
A Generative Pre-trained Transformer 3 (GPT-3) a mesterséges intelligencia egyik kiemelkedő nyelvi modellje, amelyet az OpenAI fejlesztett ki. Népszerűsége részben annak köszönhető, hogy képes bonyolult szöveges problémák megoldására és széles körű alkalmazások támogatására, például ügyfélszolgálati chatbotok, kreatív írás és kódgenerálás területén. Ez a modell a természetes nyelvfeldolgozás területén működik, és képes emberi szöveghez hasonló tartalmak előállítására, valamint összetett szöveges kérdések megválaszolására. Fejlett képességei révén a GPT-3 a mesterséges intelligencia egyik legnagyobb áttörését jelentette a 2020 elején.
Alig 3 évvel később, 2022. november 30-án az OpenAI úgy hivatkozott a GPT-3 modellre, mint amely felvezette a „GPT-3.5” sorozatot. A ChatGPT-t a GPT-3.5 sorozat egyik modelljének finomhangolásával, továbbfejlesztésével hozták létre.

## Fejlesztés és működés
A GPT-3-t 2020 júniusában mutatták be, és az OpenAI GPT-sorozatának harmadik generációját képviseli. Az elődeihez képest a GPT-3 jelentős előrelépést hozott, különösen a paraméterek számában, amely körülbelül 175 milliárdra nőtt, valamint a szövegértési és generálási képességek pontosságában, ami lehetővé tette, hogy komplexebb és természetesebb válaszokat adjon különböző kérdésekre. A modell alapját a Transformer neurális hálózati architektúra képezi, amelyet eredetileg a Google kutatói vezettek be 2017-ben.
A modell tanulása során hatalmas mennyiségű szöveges adatot használtak fel, amelyek különféle témaköröket és nyelvi stílusokat fedtek le. Ez lehetővé tette, hogy a GPT-3 rendkívül pontos válaszokat adjon, összetett szövegeket generáljon, és különféle kreatív feladatokat lásson el, például versírást, történetmesélést vagy kód generálását. A GPT-3 egyaránt alkalmazható hétköznapi feladatok és speciális problémák megoldására is, így számos iparágban népszerűvé vált.

## Képességek
A GPT-3 a következő területeken bizonyított:
- Szöveggenerálás: Képes összetett, koherens szövegeket előállítani, például esszéket, híreket vagy történeteket.
- Fordítás és nyelvtan javítása: Hatékonyan használható különböző nyelvek közötti fordításra, valamint szövegek stilisztikai és nyelvtani javítására.
- Kódírás: Számos programozási nyelven képes működő kódot generálni, ami a szoftverfejlesztésben is hasznos.
- Kreatív írás: Versek, dalszövegek, vagy akár fiktív történetek megalkotásában is segít.
- Kérdés-válasz rendszerek: Információkereséshez és problémamegoldáshoz is alkalmazható.

Ezeken túl a GPT-3 képes tanácsokat adni, szimulált párbeszédeket folytatni, vagy éppen szakértőként viselkedni különféle témákban, mint például az egészségügy, az oktatás vagy az üzleti tanácsadás.

## Korlátok
Noha a GPT-3 rendkívül fejlett, bizonyos korlátokkal is rendelkezik:
- Adatok frissessége: A modell tanítása során felhasznált adatok csak 2021-ig terjednek, így a legfrissebb eseményekről nem ad pontos információt, ami akadályozhatja az időkritikus felhasználási eseteket, például hírelemzést.
- Pontatlanságok: Egyes esetekben a modell téves vagy pontatlan információkat generálhat, ha a kérdés nem egyértelmű vagy hiányos kontextussal rendelkezik.[8]
- Etikai kérdések: A GPT-3 alkalmazása során felmerülhetnek etikai problémák, például a félretájékoztatás vagy a plágium. Az is előfordulhat, hogy a modell káros vagy diszkriminatív tartalmakat állít elő, ha nem megfelelően szabályozzák a használatát.
- Magas erőforrásigény: A GPT-3 működtetése jelentős számítási kapacitást és energiafelhasználást igényel, ami korlátozhatja elterjedését.[9][10]

## Hatás és alkalmazások
A GPT-3-at számos területen alkalmazzák, többek között: például az egészségügyben, ahol diagnosztikai rendszerek támogatására és betegoktatásra használják; az oktatásban, ahol személyre szabott tanulási élményeket kínál; valamint a pénzügyek területén, ahol automatizált ügyfélszolgálati rendszereket és elemző eszközöket működtetnek. Továbbá, sikeresen alkalmazzák a kreatív iparágakban, például forgatókönyvek és történetek generálására, illetve a játékfejlesztésben, ahol karakterek közötti dialógusokat és történetszálakat készítenek.
Többek között még:
- Ügyfélszolgálat: Automatikus válaszadási rendszerekben, például chatbotokban.
- Oktatás: Tananyagok fejlesztésére és oktatási segédeszközként.
- Egészségügy: Információk keresésére, diagnosztikai támogatásra és egészségügyi tanácsadásra.
- Tartalomkészítés: Blogok, cikkek és más digitális tartalmak előállítására.
- Játékfejlesztés: Karakterek és történetszálak generálására interaktív játékokban.

Az ipari és kutatási alkalmazások mellett a GPT-3 segíti az innovációt a kreatív művészetek, az üzleti tanácsadás és a közösségi média területén is. Ezen alkalmazások révén a GPT-3 hozzájárul a munkaerő hatékonyságának növeléséhez és új lehetőségek megteremtéséhez.

## Jövőbeli fejlesztések
Az OpenAI célja, hogy tovább javítsa a modellek hatékonyságát, megbízhatóságát és etikai alkalmazhatóságát. Például aktívan fejlesztik a valós idejű feldolgozási képességeket és a többnyelvű támogatást, hogy még szélesebb felhasználói kör számára biztosítsanak hozzáférést. Továbbá, az OpenAI tervei között szerepel a fenntarthatóbb és energiahatékonyabb modellarchitektúrák kidolgozása, valamint a mesterséges intelligenciára vonatkozó biztonsági és etikai irányelvek erősítése.
Az új generációs modellek, például a GPT-4 és annak továbbfejlesztett változatai, például a GPT4o,  magasabb szintű és összetettebb feladatokat képesek már megoldani, miközben csökkentik a jelenlegi technológiák hátrányait. A jövőben a GPT-modellek nagyobb mértékben támogathatják a többnyelvű kommunikációt és a valós idejű feldolgozást, valamint a globális problémák megoldásában is szerepet vállalhatnak.